# Locomotive de Wylam
 (décembre 2021).
Si vous disposez d'ouvrages ou d'articles de référence ou si vous connaissez des sites web de qualité traitant du thème abordé ici, merci de compléter l'article en donnant les références utiles à sa vérifiabilité et en les liant à la section « Notes et références ».
La locomotive de Wylam est une locomotive à vapeur  mise en service en 1805 dans la houillère Wylam.